# Philippus Caesar

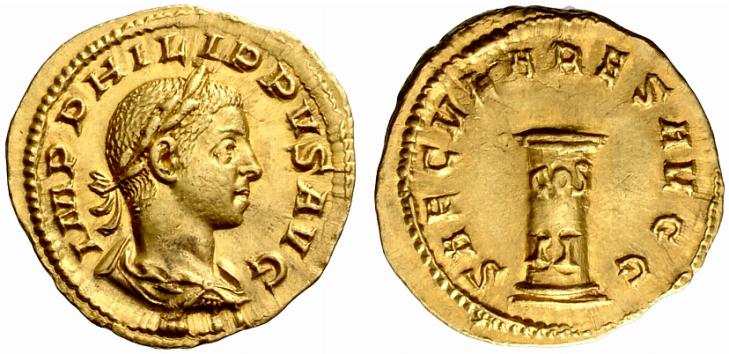
Aureus Philippus' II.

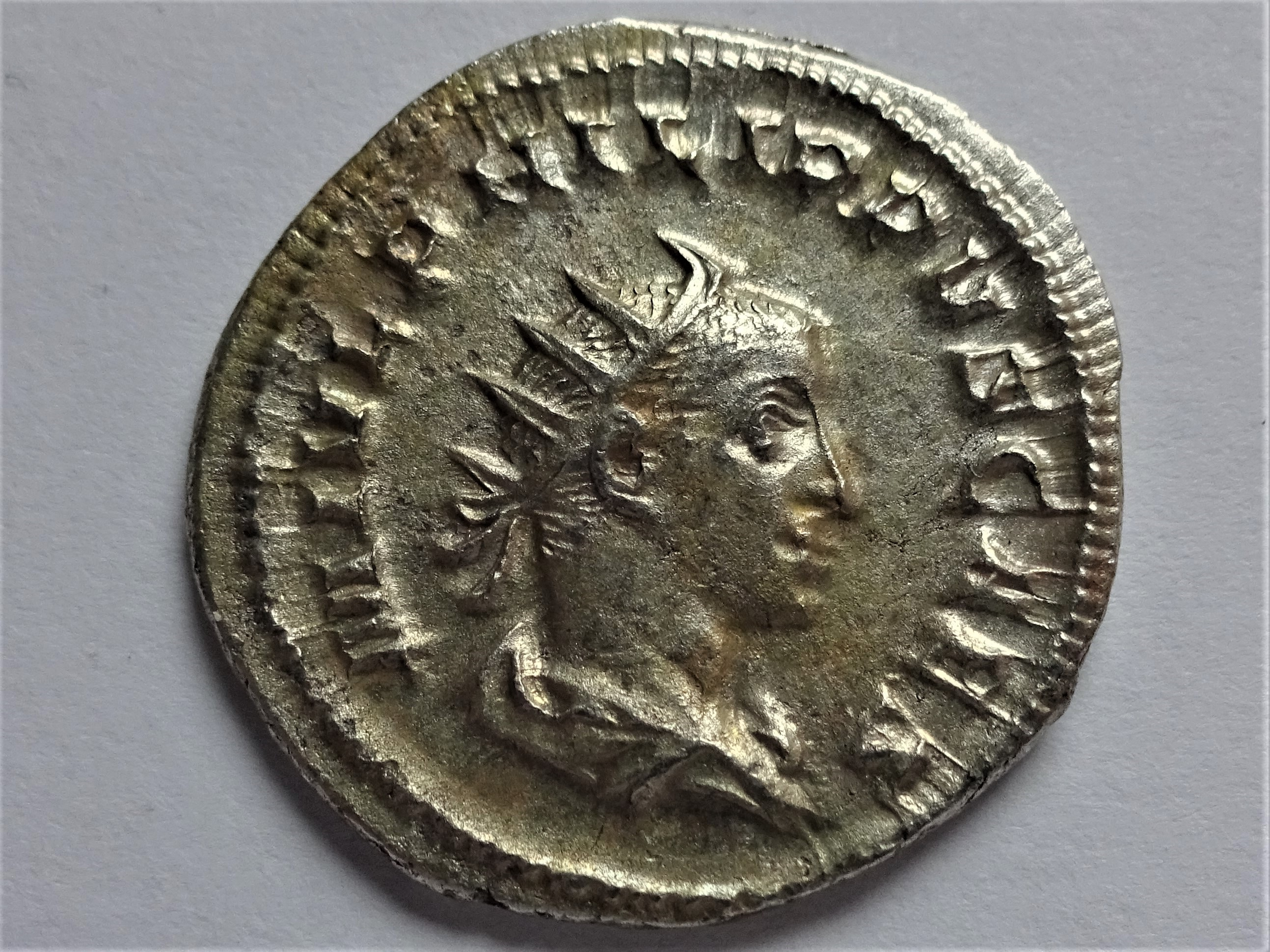
Antoninian mit Porträt des Philippus Caesar

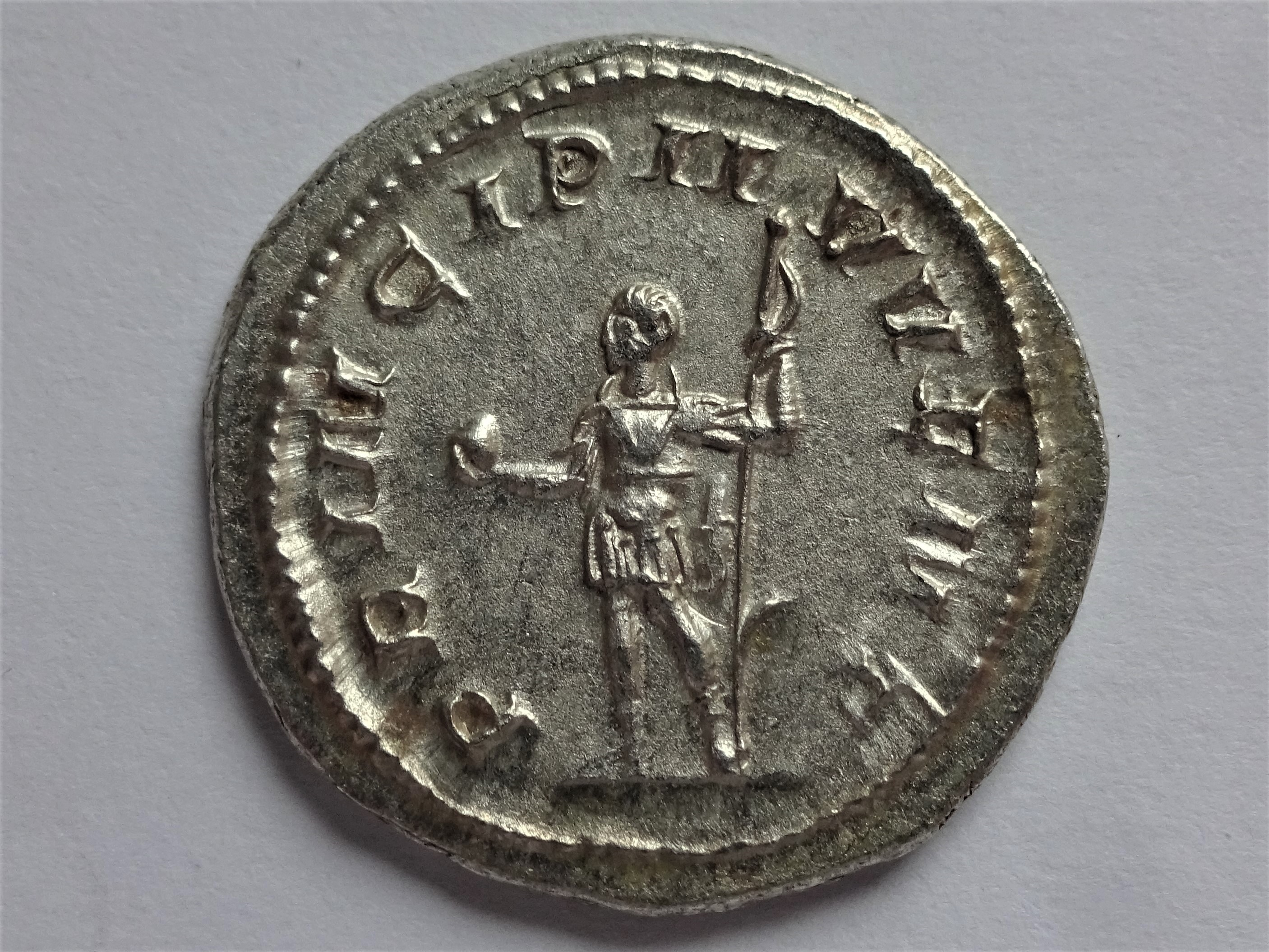
Rückseite: Philippus Caesar als Erster der Jugend

Marcus Iulius Severus Philippus Caesar (* 237; † 249 in Rom), auch bekannt als Philippus II., war der Sohn des römischen Kaisers Philippus Arabs und dessen Ehefrau Otacilia Severa.

## Leben
Philippus II. war sieben Jahre alt, als sein Vater 244 Kaiser wurde. Noch im selben Jahr wurde Philippus II. zum Caesar erhoben, 247 als Zehnjähriger zum Augustus (nominell gleichrangigen Mitherrscher). 247 und 248 war er Konsul. Frühzeitig wurde er auf Münzen mit der Umschrift PRINCIPI IVVENT als Erster der Jugend der Bevölkerung als zukünftiger Nachfolger präsentiert.
249 fiel Philippus Arabs in der Entscheidungsschlacht gegen Decius, der sein Nachfolger wurde. In Rom ließ Philippus II. daraufhin Geld an die Truppen und die Bevölkerung verteilen, um seine Regierung als Alleinherrscher zu feiern. Dennoch wurde er im Herbst 249 von der Prätorianergarde erschlagen.